# Rotes Rathaus (metrostation)
Rotes Rathaus is een metrostation in het stadsdeel Mitte van de Duitse hoofdstad Berlijn. Het station maakt deel uit van de U5 tunnel onder de binnenstad van Berlijn.

## Ontwerp
Het 100 meter lange station ligt onder de Rathausstraße pal voor het Rotes Rathaus, dat officieel Berliner Rathaus genoemd wordt. Het station heeft een grondoppervlak van 8000 m² en kent twee verdiepingen met zijperrons. Op niveau -2 (RHO), 7 meter onder het straatoppervlak, bevinden zich twee ongeveer 4 meter brede perrons voor lijn U5, op niveau -3 (RHU), 12 meter onder het straatoppervlak, komen vier opstelsporen als vervanging van de opstelsporen die zich aan de westkant van station Alexanderplatz bevinden. Station Rotes Rathaus ligt direct ten westen van deze opstelsporen. Op de plaats van de oude opstelsporen zijn hellingen gebouwd waarmee de buitenste sporen van Alexanderplatz met RHU (RatHausUnten) en de middelste sporen, het eindpunt van de oorspronkelijke lijn E, met RHO (RatHausOben) verbonden worden. Indien later de U3 en/of U10 worden doorgetrokken naar het oosten kunnen de twee buitenste sporen van RHU vervangen worden door perrons.
Aan beide kanten van het station komt op niveau -1, direct onder de straat, een verdeelhal. De westelijke ingang komt aan de Spandauer Straße ten noorden van de Rathausstraße. De twee oostelijke ingangen komen aan de Jüdenstraße. De perrons zijn vanuit de verdeelhallen bereikbaar en met roltrappen en trappen kan de straat worden bereikt. De oostkant van de perrons krijgen elk een lift waarmee rechtstreeks de straat bereikt kan worden.
Het station is gebouwd volgens de wanden-dakmethode waarbij de diepwanden 32 meter diep gaan. Pal ten westen van het station ligt de schacht voor de tunnelbouwmachine. Na afronding van het boren in westelijke richting zijn hier overloopwissels en een waterkering gebouwd in verband met de kruising van de Spree en het Spreekanaal. De technische installaties, zoals stroomvoorziening, telecommunicatie en klimaatregeling worden in het ondergrondse station ondergebracht.
Het station was aanbesteed als Berliner Rathaus, maar op 1 september 2016 werd de naam van het station officieel vastgesteld als Rotes Rathaus, het station opende op 4 december 2020.

## Aanleg

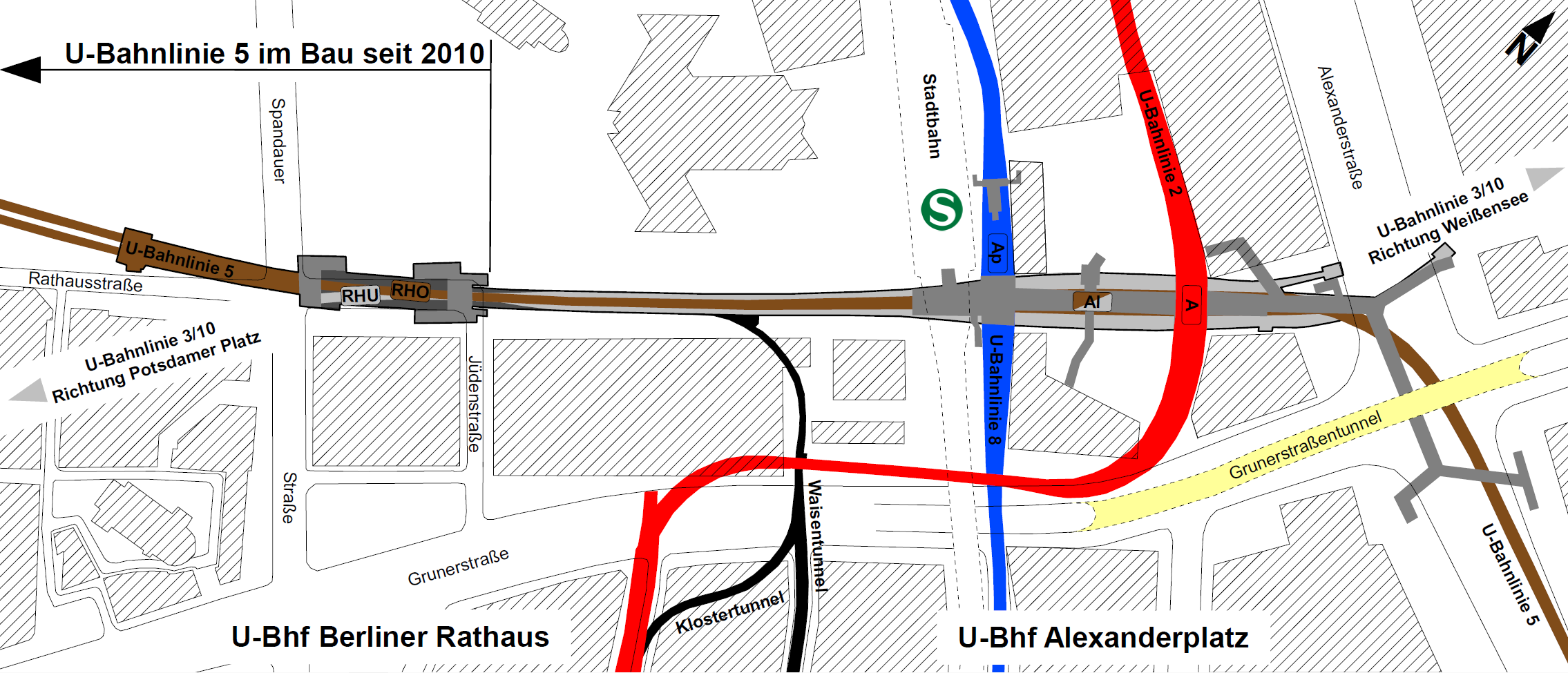
Tunnelsegmenten van de lijnen U3/U10 en U5 rond de Alexanderplatz
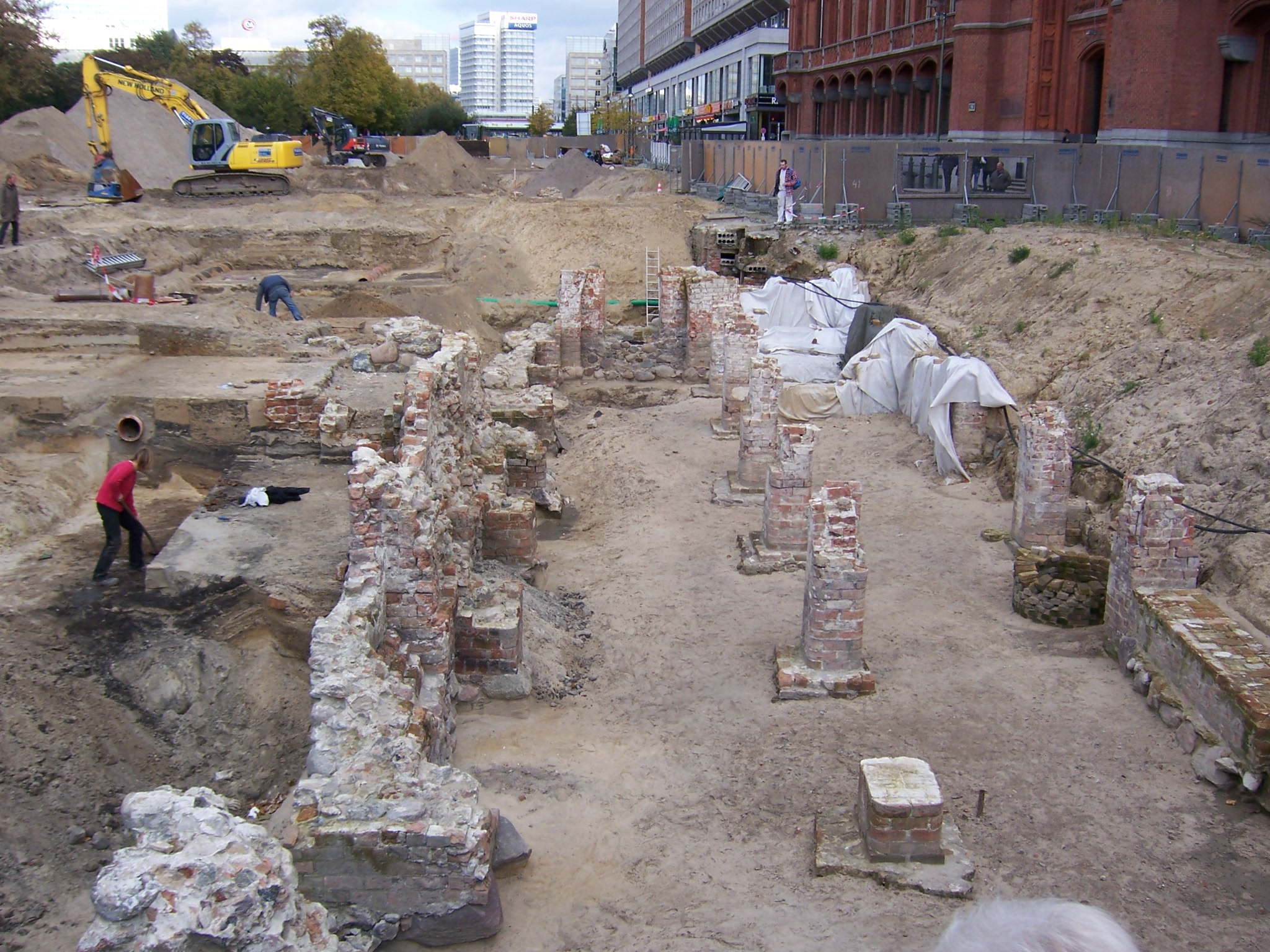
De opgravingen
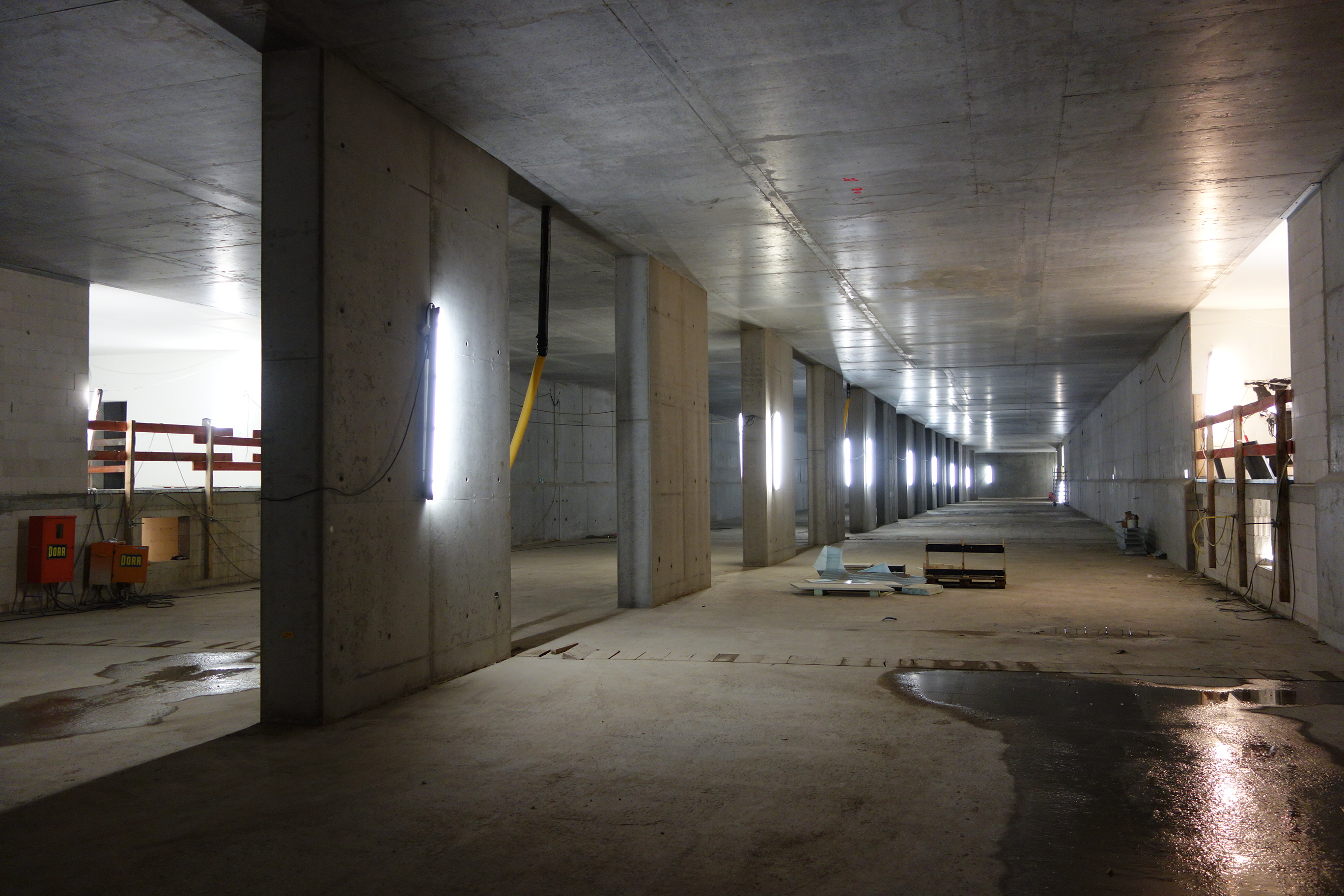
Ruwbouw van RHU in juni 2017

In 2009 werd, voorafgaand aan de bouw, begonnen met archeologisch onderzoek op het terrein, dat gedurende 2010 werd voortgezet. Hierbij werden onder andere beelden terug gevonden (de Berliner Skulpturenfund) die sinds 1938 als Entartete Kunst waren aangemerkt en in 1942 door het Nazi-regime waren verstopt. Tegelijk werden tot eind 2011 verschillende leidingen om het bouwterrein verlegd. De bouwactiviteiten liepen vertraging op toen de archeologen stuitten op het middeleeuwse Raadhuis van Berlijn. Het ontwerp van het station werd aangepast waarbij een uitgang verplaatst werd, zodat de restanten van het oude raadhuis behouden bleven en eventueel via een doorkijk zichtbaar kunnen worden voor de reizigers. Technische en financiële redenen beletten vooralsnog de realisering van de doorkijk en het oude raadhuis zal bij de opening dan ook nog niet zichtbaar zijn.
De eerste spade ging op 13 april 2010 de grond in, waarbij begonnen werd met de schacht. Het boren van de tunnel begon in de lente van 2012, de bouw van het station startte begin 2013. Voor de ruwbouw van het station werd 62 miljoen euro uitgetrokken. Op 7 september 2016 was het tijd voor het pannenbier en ongeveer 3000 belangstellenden bezochten de bouwplaats. De ruwbouw kwam in januari 2017 gereed waarna de inrichting begon. Het station met de twee boven elkaar gelegen perronhallen biedt in potentie een overstapmogelijkheid tussen de U5 en U3/U10.
Hauptbahnhof .
Bundestag ·
Brandenburger Tor ·
Unter den Linden  ·
Museumsinsel ·
Rotes Rathaus ·
Alexanderplatz     · 
Schillingstraße · 
Strausberger Platz · 
Weberwiese · 
Frankfurter Tor · 
Samariterstraße · 
Frankfurter Allee  · 
Magdalenenstraße · 
Lichtenberg   · 
Friedrichsfelde · 
Tierpark · 
Biesdorf-Süd · 
Elsterwerdaer Platz · 
Wuhletal  · 
Kaulsdorf-Nord · 
Kienberg (Gärten der Welt) · 
Cottbusser Platz · 
Hellersdorf · 
Louis-Lewin-Straße · 
Hönow